# Leptothorax carinatus
Leptothorax carinatus är en myrart som beskrevs av Arthur C. Cole 1957.
Leptothorax carinatus ingår i släktet smalmyror och familjen myror. Inga underarter finns listade i Catalogue of Life.